# James Cracknell
James Edward Cracknell (OBE) (født 5. maj 1972 i London, England) er en engelsk tidligere roer, dobbelt olympisk guldvinder og seksdobbelt verdensmester.

## Karriere
Cracknell studerede på University of Cambridge, og var med til at vinde traditionsrige Oxford vs. Cambridge Boat Race på Themsen.
Cracknell vandt en guldmedalje ved OL 2000 i Sydney, som del af den britiske firer uden styrmand. Bådens øvrige besætning var Steve Redgrave, Tim Foster og Matthew Pinsent. Fire år senere, ved OL 2004 i Athen, vandt han sin anden guldmedalje i disciplinen, denne gang sammen med Pinsent, Steve Williams og Ed Coode. Han deltog også i OL 1996 i Atlanta, som del af den britiske dobbeltsculler, der ikke nåede finalen.
Cracknell vandt desuden hele seks VM-guldmedaljer gennem karrieren, tre i firer uden styrmand (1997, 1997 og 1999) to i toer uden styrmand (2001 og 2002) og én i toer med styrmand (2001).

## Resultater

### OL-medaljer
- 2000:  Guld i firer uden styrmand
- 2004:  Guld i firer uden styrmand

### VM-medaljer
- VM i roning 1997:  Guld i firer uden styrmand
- VM i roning 1998:  Guld i firer uden styrmand
- VM i roning 1999:  Guld i firer uden styrmand
- VM i roning 2001:  Guld i toer uden styrmand
- VM i roning 2001:  Guld i toer med styrmand
- VM i roning 2002:  Guld i toer uden styrmand